# Xã South Harrison, Quận Boone, Arkansas
Xã South Harrison (tiếng Anh: South Harrison Township) là một xã thuộc quận Boone, tiểu bang Arkansas, Hoa Kỳ. Năm 2010, dân số của xã này là 7.590 người.